# Ewa Björling
Ewa Helena Björling (3 de mayo de 1961) es una política sueca y miembro del Partido Moderado. Fue Ministra de Comercio de 2007 a 2014 y Ministra para la Cooperación nórdica de 2010 a 2014 en el Gobierno sueco. Fue miembro del Riksdag Sueco del Condado de Estocolmo de 2002 a 2014.
El 16 de octubre de 2014, dimitió al Riksdag y anunció su retiro de la política.

## Carrera previa
Ewa Björling es odontóloga, Doctora de medicina y docente en virología. Con anterioridad a su elección al parlamento sueco en 2002,  trabajó como docente en Karolinska Institutet en Estocolmo. Y también miembro del Concejo municipal en Ekerö Municipio de 1999 a 2006, y sirvió como su presidenta de 2005 a 2006. Fue elegida parlamentaria en 2002 y sirvió en el Comité del parlamento de Asuntos Exteriores. Y también sustituta en el Comité en la Constitución, el Comité de Educación y el Consejo consultivo de Asuntos Exteriores.

## Carrera de Ministra de Comercio
En noviembre de 2012 viajó con dos delegaciones comerciales suecas para discutir vínculoscrecientes bicomerciales Suecia y Myanmar, a pesar de un embargo de armas contra Myanmar Más tarde fue cuestionada por el Parlamento sueco con respecto al descubrimiento de armas suecas Carl Gustav M2 encontradas en Myanmar en diciembre de 2012.

## Premios
En 2006, se le otorgó con el "Jerusalem Premio" del Zionist Federation en Suecia. El premio es dado a personas que han mostrado "soporte extraordinario para Israel, Jerusalem y el sionismo".

## Vida personal
Ewa está casada y tiene dos niños. Vive en la isla de Ekerö al oeste de Estocolmo.